# Château de Pusignan
Le château de Pusignan ou Chastel-Vieil est un ancien château de terre, du XIIe siècle, dont les vestiges se dressent sur la commune de Pusignan dans le département du Rhône en région Auvergne-Rhône-Alpes.

## Situation
Les vestiges du château de Pusignan sont situés dans le département français du Rhône sur la commune de Pusignan, proche de l'aéroport de Lyon-Saint Exupéry, au sud-ouest du bourg, qu'il domine.

## Histoire
À proximité de Lugdunum (Lyon), les Romains avaient établi, sur une colline d’origine morainique dominant la plaine, un camp fortifié, commandé par Pusinius, lieutenant de Jules César, permettant de contrôler la route allant de Lugdunum à Crémiacum (Crémieu).
À la chute de l'Empire romain, les Burgondes s’installèrent sur le site. Plus tard, au début du Moyen Âge, une motte castrale fut érigée sur l’ancien emplacement du camp romain ; d’abord tour de bois, puis construction de galets, appelé « Vieux chatel ». Mais au fil des siècles, cette construction s’avéra trop modeste pour faire face aux querelles avec les seigneurs voisins.
La construction d’un château fort, cité au XIIe siècle, fut alors entreprise par les seigneurs locaux, les « de Moifond », fortification importante, dominant la plaine au sud et la forêt de Planaise. L’enceinte était assez vaste pour accueillir les paysans venant s’y réfugier en cas de conflit.
En 1234 il est tenu en fief par la famille de Bocsozel, vassal du comte de Savoie, puis du Dauphin Humbert II de Viennois.
Les années passaient, et en 1389, le roi Charles VI donna l’autorisation de démolir l’antique « Vieux Chatel ».
En juin 1430, le château de Pusignan se trouva mêlé à un événement d’une très grande importance pour l’avenir du Dauphiné. Souvent considérée comme un épisode important des guerres du XVe siècle entre le royaume de France et le duché de Bourgogne, la bataille d'Anthon eut bel et bien pour enjeu l'intégrité du Dauphiné. En effet, Louis de Chalon, prince d' Orange, qui jouissait de la confiance de son suzerain, le duc de Bourgogne, avait décidé de conquérir le Dauphiné afin de relier son domaine de Franche-Comté à sa principauté d'Orange.
Alix de Varax, propriétaire du château de Pusignan, prend le parti du Prince d’Orange et accueille une garnison orangiste. Le gouverneur du Dauphiné, Raoul de Gaucourt, sentant le danger, demande l’aide du Sénéchal de Lyon, Humbert de Grolée. Mais, ceux-ci, ayant conscience de leur infériorité numérique, s’adjoignent alors les services d’un redoutable capitaine de routiers qui campe dans le Vivarais ; Rodrigue de Villandrando.
Les Dauphinois et leurs alliés, devinant l’attaque imminente, prennent l’initiative et s’emparent des châteaux déjà occupés par les troupes orangistes : Auberive, Assieu, Colombier, à l’exception de celui d’Anthon, toujours aux mains des orangistes. Dès que la forteresse d'Auberive fut enlevée, le 27 mai, la petite armée delphinale se dirigea vers le nord et pénétra en Velin, où elle établit son camp sous les murs du château de Pusignan, le 7 juin 1430. La garnison orangiste ne put longtemps résister et capitula à la première attaque, dès le 9 juin.
C'est alors qu'eut lieu la bataille d'Anthon, le 11 juin 1430. Louis de Chalon, fort de son impressionnante supériorité numérique avec ses 4 000 hommes, s’avance en toute tranquillité au secours du château de Colombier, dont il ignore la reddition. Il s’engage sur le chemin d’Anthon à Colombier qui serpente à travers bois, là ou précisément les 1 600 combattants dauphinois et alliés sont en embuscade dans les taillis, près du village de Janneyrias.
La colonne orangiste, étirée dans le chemin étroit, est brusquement surprise de toutes parts. La puissante cavalerie orangiste est prise au piège. Bientôt, c’est la confusion générale et le sauve qui peut en direction d’Anthon. Les fuyards abandonnent armes et bagages et se sauvent à travers bois. Plus de 200 hommes se noient en essayant de franchir le Rhône tumultueux. Ainsi s’achevait la « Bataille d’Anthon ». Le Dauphiné était sauvé.
Le roi Charles VII confisqua le château de Pusignan à Alix de Varax, dame de Pusignan (fille de Guillaume de Varax et femme : 1° de Galvaing Michaille, châtelain de Bourgoin et de La Tour, qui avait hérité Pusignan de sa 1° épouse Béatrice de Pusignan, 2° de Guillaume de La Balme, puis 3° d'André de Martel, sgr. de Grandmont/Grammont en Bugey), qui avait pris le parti du Prince d’Orange en 1430, et en fit don à Rodrigue de Villandrando), dont la vaillance avait été déterminante pour l’issue du combat.
Le calme étant revenu, le château fut acheté en 1450 par Aymar de Poisieu, surnommé « Cap Dorat » (Tête d'Or) à cause de sa longue chevelure blonde, ancien lieutenant de Jeanne d’Arc, qui s’était illustré au siège d'Orléans. Choisi par Charles VII, il devint l'échanson/maître d'Hôtel puis le confident et l'ami du Dauphin Louis II, le futur roi de France Louis XI, et négocia le mariage de celui-ci avec Charlotte de Savoie (aussi seigneur de Montceaux et de Villethierry, voir à ce dernier article).
En 1573, les descendants d’Aymar de Poisieu vendirent la seigneurie de Pusignan à François de Costaing, seigneur du palais. Son petit-fils Aymar de Costaing fut Lieutenant Général de la Grande Fauconnerie de France et accompagnait fréquemment Louis XIII dans ses déplacements. N'ayant pas de descendants, il établit un testament en faveur d’un neveu, Claude de Camus d’Arginy, à la condition que celui-ci prit le nom et les armes des Costaing.
À la mort d’Aymar de Costaing, en 1679, et conformément aux conditions du testament établi par son oncle, Claude de Camus d’Arginy s’appela dorénavant Claude Costaing de Pusignan. Il servit dans presque toutes les campagnes de Louis XIV et commanda les régiments de Plessis Praslin et de Languedoc. En 1679, le roi devait récompenser son fidèle soldat en élevant au marquisat la seigneurie de Pusignan. Lors d’une attaque devant Londonderry, ville maritime du nord de l’Irlande, Claude Costaing de Pusignan reçut un coup de mousquet en pleine poitrine le 5 mai 1689. Sans soins, il agonisa pendant cinq jours et mourut le 10 mai.
Le château fut vendu à différentes reprises pour échoir en dernier lieu à Hugues Gautier de Mézia, né en 1745.
Le 29 juillet 1789, le château de Pusignan fut pillé et incendié par une bande de brigands dauphinois, auxquels s'étaient joints des paysans des environs.

## Description
Il ne subsiste du château médiéval que des restes de murs et de tour.